# Cathy Lee Crosby
Pour les articles homonymes, voir Crosby.
Cathy Lee Crosby est une actrice et productrice américaine née le 2 décembre 1944 à Los Angeles, Californie (États-Unis).
Elle est connue avoir été la première interprète de Wonder Woman à la télévision en 1974. Elle a tenu un rôle important dans le film The Dark en 1979 et dans le téléfilm La Troisième Guerre mondiale en 1982.
Dans les années 1980, elle a co-présenté le programme That's Incredible! sur ABC avec John Davidson et Fran Tarkenton.
Elle est également connue comme joueuse de tennis dans les années 1960, disputant notamment le tournoi de Roland-Garros et de Wimbledon en 1964, jouant aussi en double avec sa sœur Linda Lou.

## Filmographie

### comme actrice
- 1972 : Call Me by My Rightful Name : Ann Chris
- 1973 : Le Flic ricanant (The Laughing Policeman) : Kay Butler
- 1974 : Wonder Woman (TV) : Wonder Woman / Diana Prince
- 1976 : La grande traque (Trackdown) : Lynn Strong
- 1978 : Keefer (TV) : Angel
- 1978 : La Prof joue et gagne (Coach) : Randy Rawlings
- 1979 : The Dark : Zoe Owens
- 1980 : Roughnecks (TV) : Tracy Carter
- 1982 : L'Homme qui tombe à pic (TV) : elle-même
- 1982 : La Troisième Guerre mondiale (World War III) (TV) : Maj. Kate Breckenridge
- 1982 : Les Frénétiques (The Last Horror Film) de David Winters : elle-même (non créditée)
- 1984 : Le Juge et le Pilote (Hardcastle and McCormick) (TV) : Christy Miller
- 1986 : L'Impossible retour (Intimate Strangers) (TV) : Shauna
- 1986 : Charlie Barnett's Terms of Enrollment (vidéo) : Greatest Hits MC
- 1987 : Hôtel (TV) : Janet Weaver McDermott
- 1992 : The Player : elle-même
- 1994 : Nord et sud III ("Heaven & Hell: North & South, Book III") (feuilleton TV) : Judith Main
- 1994 : Untamed Love (TV) : Margaret (également productrice)
- 1997 : Menace sur le berceau (When the Cradle Falls) (TV) : Joan Hollins
- 1997 : Le Trésor perdu des conquistadors (Lost Treasure of Dos Santos) (TV) : Margaux
- 1998 : The Real Howard Spitz : Librarian
- 1999 : Le Tourbillon des souvenirs (A Memory in My Heart) (TV) : Lynn Wyman
- 1999 : Le Train de l'enfer (Final Run) (TV) : Sandy Holmestead
- 1999 : The Big Tease : elle-même
- 2000 : Les Anges du bonheur (Touched by an Angel) (TV) : Samantha Munson
- 2001 : Péril du feu (Ablaze) : Elizabeth Sherman
- 2001 : Un Noël pas comme les autres (Sons of Mistletoe) (TV) : Mary
- 2002 : Souvenirs d'amour (Dancing at the Harvest Moon) (TV) : Nancy (non créditée)
- 2016 : Prayer Never Fails : Nona

## Parcours en Grand Chelem (partiel)

### En simple dames
| Année | Championnat d'Australie | Championnat d'Australie | Internationaux de France | Internationaux de France | Wimbledon       | Wimbledon       | US National     | US National      |
| ----- | ----------------------- | ----------------------- | ------------------------ | ------------------------ | --------------- | --------------- | --------------- | ---------------- |
| 1960  | -                       | -                       | -                        | -                        | -               | -               | 1er tour (1/32) | Mary Bevis       |
| 1961  | -                       | -                       | -                        | -                        | -               | -               | 2e tour (1/16)  | Donna Floyd      |
| 1962  | -                       | -                       | -                        | -                        | -               | -               | 1er tour (1/64) | Jeanine Lieffrig |
| 1964  | -                       | -                       | 2e tour (1/32)           | Sally Holdsworth         | 1er tour (1/64) | Jacqueline Rees | -               | -                |

À droite du résultat, l’ultime adversaire.

### En double dames
| Année | Championnat d'Australie | Championnat d'Australie | Internationaux de France   | Internationaux de France | Wimbledon                   | Wimbledon             | US National | US National |
| 1964  | -                       | -                       | 2e tour (1/16) L.L. Crosby | Maud Galtier S. Schmitt  | 1er tour (1/32) L.L. Crosby | Margaret Lee Ann Owen | -           | -           |

Sous le résultat, la partenaire ; à droite, l’ultime équipe adverse.

### En double mixte
| Année | Championnat d'Australie | Championnat d'Australie | Internationaux de France    | Internationaux de France  | Wimbledon | Wimbledon | US National | US National |
| 1964  | -                       | -                       | 1er tour (1/32) I. Pimentel | R. Beltrame John Stephens | -         | -         | -           | -           |

Sous le résultat, le partenaire ; à droite, l’ultime équipe adverse.